# اوله اوچرتکو
اوله اوچرتکو (اوکراینی: Олег Андрійович Очеретько؛ زادهٔ ۲۵ مارس ۲۰۰۳) بازیکن فوتبال اهل اوکراین است.
وی همچنین در تیم‌های ملی فوتبال Ukraine national under-16 football team, Ukraine national under-17 football team, Ukraine national under-19 football team، و زیر ۲۱ سال اوکراین بازی کرده‌است.